# Črešnjice pri Cerkljah
Črešnjice pri Cerkljah je naselje u Općini Brežice u istočnoj Sloveniji. Črešnjice pri Cerkljah se nalazi u pokrajini Dolenjskoj i statističkoj regiji Donjoposavskoj. 

## Stanovništvo
Prema popisu stanovništva iz 2002. godine Črešnjice pri Cerkljah je imalo 232 stanovnika.

### Etnički sastav
1991. godina:
- Slovenci: 242 (95,3%)
- Hrvati: 2
- nepoznato: 10 (3,9%)

## Vanjske poveznice
- Satelitska snimka naselja  Arhivirana inačica izvorne stranice od 29. srpnja 2017. (Wayback Machine)